# Шаляпин, Прохор Андреевич
Про́хор Андре́евич Шаля́пин (при рождении — Андре́й Андре́евич Захаре́нков; род. 26 ноября 1983, Волгоград) — российский певец, финалист проекта «Фабрика звёзд-6», лауреат конкурса молодых исполнителей «Утренняя звезда», телеведущий прогноза погоды на НТВ.

## Биография
Родился в Волгограде 26 ноября 1983 года. Родители никакого отношения к музыке не имели: мать — Елена Колесникова — была кулинаром, а отец — Андрей Иванович Захаренков — сталеваром. Бабушка мечтала видеть внука великим баянистом, поэтому он поступил в музыкальную школу по классу баяна.
С 1991 по 1996 годы был одним из солистов вокальной шоу-группы «Джем», где пел вместе с Ириной Дубцовой, Таней Заикиной (будущей солисткой группы «Монокини») и Софией Тайх (будущей солисткой группы «Лицей»). Учась в пятом классе, стал солистом русского народного ансамбля «Вьюнок» и перешёл из обычной школы в Центральную школу искусств при Волгоградском филиале Самарской академии искусства и культуры на вокальное отделение.
В 1996 году написал свою первую песню «Нереальный сон». В 1998 году, окончив школу искусств, переехал в Москву и поступил в Государственный музыкально-педагогический институт имени М. М. Ипполитова-Иванова на отделение «Народное пение». В этом же году принял участие в телевизионном музыкальном конкурсе «Утренняя звезда» с песнями «Нереальный сон» и «Не отрекаются любя», занял третье место. В 2003 году, окончив училище, поступил в Российскую академию музыки им. Гнесиных.
Принимал участие в различных музыкальных конкурсах. В 2005 году на конкурсе «Звёздный шанс», проходившем в Нью-Йорке, исполнил песню «Калина» на украинском языке и занял третье место. В том же году вышел его дебютный альбом «Волшебная скрипка». В 2006 году под сценическим псевдонимом Прохор Шаляпин стал участником телевизионного проекта Первого канала «Фабрика звёзд-6». В паспорте он также поменял своё имя, став Прохором Андреевичем Шаляпиным. Получил скандальную известность в связи с тем, что пытался выдать себя за потомка знаменитого оперного певца Фёдора Шаляпина.
Среди песен, исполненных им на «Фабрике звёзд», одной из наиболее запоминающихся была песня «Проказница» на слова Дмитрия Панфилова, а также романс «Утраченная юность» (слова Сергея Есенина, музыка Виктора Дробыша). Прохор Шаляпин стал финалистом телепроекта и занял четвёртое место.
После окончания проекта «Фабрика звёзд» стал вести активную гастрольную деятельность. В 2008 году был выпущен его первый видеоклип на песню «Сердце.com». В том же 2009 году певец окончил Академию музыки имени Гнесиных. Его диплом был посвящён творчеству Фёдора Шаляпина и русской народной песне.
После «Фабрики звёзд» продюсером Прохора Шаляпина был Виктор Дробыш. Расставание с Дробышем в 2007 году проходило со взаимными обвинениями и скандалами. С 2011 года его продюсером является певица Агния.
В 2011 году на экраны вышел телевизионный сериал «Жуков», в котором Прохор Шаляпин сыграл роль оперного певца Бориса Штоколова.
С октября 2018 до 2020 года — ведущий прогноза погоды на канале НТВ.
В сентябре 2023 года стал участником второго сезона шоу «Новые Звёзды в Африке» на ТНТ.

## Личная жизнь
По словам Прохора Шаляпина, впервые он женился в возрасте 18 лет на женщине старше себя.
В 2011—2012 годах встречался с певицей и моделью Аделиной Шариповой (род. 10 мая 1986).
Вторая жена (3 декабря 2013 — начало 2015) — предприниматель Лариса Николаевна Копёнкина (род. 13 сентября 1955), с которой он познакомился в начале 2013 года во время отдыха на Ямайке. Против свадьбы активно выступала мать певца. К началу 2015 года брак завершился разводом.
15 декабря 2014 года Шаляпин в эфире ток-шоу «Пусть говорят» заявил, что у них с 30-летней певицей и моделью Анной Калашниковой (род. 13 июня 1984) ожидается ребёнок. В выпуске от 20 апреля 2016 года были объявлены результаты ДНК-теста, показавшие, что родившийся у пары в марте 2015 года сын Даниил не является биологическим сыном Шаляпина.
С 2018 по 2019 год находился в близких отношениях с Виталиной Цымбалюк-Романовской, экс-супругой актёра Армена Джигарханяна. В ноябре 2018 года состоялась премьера песни Прохора и Виталины — «Я больше не буду» (музыка К. Брейтбург, слова Е. Муравьёв). В декабре 2019 г. Прохор заявил о прекращении отношений с Цымбалюк-Романовской.
Третья официальная супруга — Татьяна-Клаудиа Дэвис (Tatiana Claudia Davies, 5 сентября 1974 — 25 сентября 2021) — владелица сети адвокатских контор в Канаде. Свадьба состоялась в Лас-Вегасе 31 июля 2021 года, после чего Дэвис заболела COVID-19. После недельного самолечения была доставлена в больницу, где скончалась 25 сентября.

## Общественная позиция
В 2022 году поддержал вторжение России на Украину.
19 октября 2022 года Шаляпин внесён в санкционный список Украины, людей, которые лично призывают к агрессивной  войне, оправдывают и признают законной вооруженную агрессию РФ против Украины». Ранее Шаляпин был внесён Фондом борьбы с коррупцией, созданным Алексеем Навальным, в список коррупционеров и разжигателей войны за публичную поддержку действиям российской армии на Украине.

## Фильмография
- 2010 — телесериал «Любовь и прочие глупости», 26 серия — популярный певец
- 2012 — телесериал «Жуков» — оперный певец Борис Штоколов
- 2013 — телесериал «Кто сверху?» — камео
- 2014 — телесериал «Кураж (телесериал)» — певец Лев
- 2017 — телесериал «Практика. 2 сезон» — камео
- 2021 — Форт Боярд — камео
- 2023 — телешоу «Новые звёзды в Африке»
- 2025 — телесериал «Патриот. 4 сезон. 10 серия» — камео

## Признание
- Награда «За возрождение России. XXI век» (2007)[12].
- Орден Святой Софии за песню «Мама» (автор Аркадий Хоралов)[48][49].
- Медаль «Талант и призвание» (2010)[50].
- Медаль «Федерального управления по безопасному хранению и уничтожению химического оружия» «За содружество в области химического разоружения» (2019)[51].